# Eine Sache der Ehre
Eine Sache der Ehre. Zwei wahre Geschichten ist ein 2002 in Deutschland erschienenes Buch, welches die beiden historischen Romane La strage dimenticata und La bolla di componeda von Andrea Camilleri zusammen fasst und von Monika Lustig ins Deutsche übersetzt wurde. Beide Texte beinhalten Beschreibungen der Menschen und der Strukturen im Sizilien des 19. Jahrhunderts.

## Inhalt

### Das vergessene Massaker
„Das vergessene Massaker“ (Org.titel La strage dimenticata) ist ein historischer Roman aus dem Jahr 1984 und nach Hahn im Korb und Das launische Eiland der dritte Roman von Andrea Camilleri.

#### Inhalt
Als am 12. Januar 1848 in Palermo nach mehrwöchigen Unruhen ein Aufstand gegen die Bourbonenherrschaft im Königreich beider Sizilien von Ferdinand II. beginnt, greift dieser auch bald auf die Region Provinz Agrigent über. Camilleri beschreibt in diesem Zusammenhang das Massaker an 114 Gefangenen, welches in der Festung von Borgata Molo, dem Hafengebiet von Molo di Girgenti (heute Porto Empedocle), von dem damaligen Major Emanuele Sarzana in der Nacht vom 25. auf den 26. Januar 1848 ausgeführt wurde.
Camilleri beschreibt neben den politischen Umständen der damaligen Zeit die detailgetreue Struktur der Festung, die Lebens- und Todesumstände der Gefangenen, die Vertuschungsversuche der Behörden und die weitere Karriere von Major Sarzana, der nach Flucht und Gefangennahme im Prozess freigesprochen wurde. Um die Ermordeten nicht ein weiteres Mal in Vergessenheit geraten zu lassen, recherchierte Camilleri in den örtlichen Akten alle Namen nach und listete alle 114 Toten im Anhang mit Alter und Herkunftsort auf.
Der zweite und wesentlich kürzere Teil von Das vergessene Massaker (Come una lunga parentesi)
handelt von dem Massaker an 15 Menschen auf der Insel Pantelleria, ebenfalls im Jahre 1848 verübt.

### Eine Sache der Ehre
Das Titelstück Eine Sache der Ehre (Org.titel La bolla di componeda) erschien in Italien 1993 und widmet sich der Sozialstruktur Siziliens. Dabei steht der Ablasshandel der Kirche, die Religion und ihre historische Entwicklung in Sizilien sowie deren Wirken auf die Mentalität der Cosa Nostra im Vordergrund.

## Ausgaben
- Eine Sache der Ehre. Zwei wahre Geschichten, übersetzt von Monika Lustig, Piper 2002, ISBN 3-492-24026-7
- La strage dimenticata, Verlag Sellerio, Palermo 1984, ISBN 88-38-91388-9
- La bolla di componeda, Verlag Sellerio, Palermo 1993, ISBN 88-38-91368-4